# Một Tạng Ngoa Bàng
Một Tạng Ngoa Bàng (giản thể: 没藏讹庞; phồn thể: 沒藏訛龐; bính âm: Mozang Epang; ? - 1061) là tướng lĩnh, ngoại thích, quyền thần thời Tây Hạ Nghị Tông đầu Tây Hạ trong lịch sử Trung Quốc.

## Thân thế
Một Tạng Ngoa Bàng là người Đảng Hạng, thủ lĩnh của đại tộc Một Tạng, có chị gái là Một Tạng phu nhân, vợ của tướng Dã Lợi Ngộ Khất, anh trai của Dã Lợi hoàng hậu.

## Thâu tóm quyền lực
Năm 1042, Tây Hạ Cảnh Tông trúng kế ly gián của tướng Tống là Chủng Thế Hành, giết hại đại tướng Dã Lợi Vượng Vinh, Dã Lợi Ngộ Khất. Dã Lợi hoàng hậu sau đó xin Cảnh Tông cho người tìm kiếm người thân còn sống sót, tìm được Một Tạng phu nhân, đón vào cung.
Cảnh Tông thông dâm với Một Tạng phu nhân, bị hoàng hậu phát hiện, buộc phải bắt Một Tạng phu nhân xuất gia. Tháng 2 (âl) năm 1047, Một Tạng đại sư sinh hoàng tử Ninh Lệnh Lưỡng Xá. Ngoa Bàng để vợ của các thân tín người Hán là Mao Duy Xương, Cao Hoài Chính làm nhũ mẫu cho hoàng tử. Tháng 3 (âl), Cảnh Tông phong Một Tạng Ngoa Bàng làm Quốc tướng, thống lĩnh triều đình, còn bản thân ở cung điện trên núi Hạ Lan với sủng phi. Nắm quyền lực trong tay, Ngoa Bàng âm mưu phế truất Dã Lợi hoàng hậu và Thái tử Ninh Lệnh Ca.
Tháng 5 (âl) năm 1047, Dã Lợi hoàng hậu bị phế truất. Trước đó, Cảnh Tông còn cướp phi tử của Thái tử Ninh Lệnh Ca. Thái tử vừa giận vừa lo, lại bị Một Tạng Ngoa Bàng âm thầm thúc đẩy, bèn quyết định giết cha cướp ngôi. Đêm mùng 1 tháng Giêng (âl) năm 1048, Ninh Lệnh Ca tập hợp một vài tộc nhân của tộc Dã Lợi, xông vào hành thích Lý Nguyên Hạo. Ngày hôm sau, Lý Nguyên Hạo băng hà. Ninh Lệnh Ca cùng mẹ là Dã Lợi hoàng hậu bị Một Tạng Ngoa Bàng xử tử. Trước đó, Cảnh Tông để lại di ngôn lập hoàng đệ Ủy Cách Ninh Lệnh (委格寧令) lên ngôi. Đại thần Nặc Di Thưởng Đô (諾移賞都) muốn tuân theo di ngôn, nhưng Ngoa Bàng lại dùng quyền thế, lập cháu trai chưa đầy 1 tuổi Ninh Lệnh Lưỡng Xá lên làm hoàng đế, tức Tây Hạ Nghị Tông.

## Quyền thần Tây Hạ
Năm 1049, ngày mùng 1 tháng Giêng có nhật thực, triều thần cho đây là điềm xấu, xin tạm hoãn đổi niên hiệu. Nhưng Ngoa Bàng không nghe theo, càng thâu tóm quyền lực. Cùng năm, nước Liêu nhân cơ hội tấn công Tây Hạ. Hai bên giao tranh ở núi Hạ Lan. Tây Hạ ban đầu thua trận, sau đó lại giành chiến thắng. Năm sau (1050), quân Hạ đánh Liêu trả thủ, bại trận, bị quân Liêu phản công, bao vây kinh đô. Hai nước liên tục giằng co, cuối cùng Liêu cho sứ giả tới hứa hẹn hòa bình, Hạ cho sứ giả tới xin hàng, tiếp tục cống nạp, xưng thần với nhà Liêu.
Tháng 2 (âl) năm 1053, Một Tạng Ngoa Bàng gửi thư cho nhà Tống, yêu cầu Tống cắt đất Vị Châu cho Hạ. Tống Nhân Tông cho người đến canh chừng biên giới, không cho người qua lại. Tháng 4 (âl), Ngoa Bàng cho quân tiến công Đức Thuận quân của Tống, bao vây trại Tịnh Biên. Tháng 5 (âl), quân Hạ tấn công Hoàn Khánh, không giành được thắng lợi, buộc phải rút quân.
Tháng 3 (âl) năm 1055, Ngoa Bàng cho quân chiếm đóng vùng đất ruộng cấm cày cấy ở bờ sông Khuất Dã (nay là sông Quật Dã thuộc Thiểm Tây), nằm ở phía tây bắc Lân Châu, cho người cày cấy như đất của mình, lại mở rộng phạm vi ra phía đông. Hà Đông tuần sứ của Tống báo về triều đình. Tống Nhân Tống cho sứ giả đến thuyết phục Ngoa Bàng trả lại ruộng đất chiếm đóng, cũng chấp nhận việc điều chỉnh biên giới. Tuy nhiên, Ngoa Bàng không đồng ý, vẫn đóng quân ở Hà Tây để khiêu khích quân Tống. Từ đó, quân Hạ liên tục mở nhiều đợt xâm chiếm ruộng đất, tần suất càng lúc càng nhiều, nhằm mục đích phá hoại làm suy yếu nhà Tống.
Đại thần nhà Tống là Trương An Thế và Bàng Tịch gửi công văn đến Hựu Châu, khiển trách nước Hạ thất tín. Một Tạng thái hậu muốn hòa hoãn với Tống, sai sủng thần Lý Thủ Quý đến sông Khuất Dã điều tra, chứng minh đấy là đất bị Một Tạng Ngoa Bàng xâm chiếm, bắt Ngoa Bàng phải bàn giao lại cho Tống. Trong khi sự kiện sông Khuất Dã vẫn chưa bàn giao xong thì vào tháng 10 (âl) năm 1056, Lý Thủ Quý giết hại Một Tạng thái hậu cùng tình nhân Bảo Bảo Cật Đa Dĩ (寶保吃多已). Ngoa Bàng hành quyết cả nhà Thủ Quý, ép Nghị Tông cưới con gái mình làm Hoàng hậu. Từ đó, Ngoa Bàng lộng hành còn hơn trước, nhiều lần cho quân xâm phạm biên giới nhà Tống.
Tháng 4 (âl) năm 1058, tù trưởng A Tác (阿作) của bộ tộc Nại La nước Thanh Đường (Cốc Tư La) đến đầu hàng, Một Tạng Ngoa Bàng ban cho quan tước, sai trấn thủ biên giới. Đến tháng 6, Ngoa Bàng lấy A Tác làm tiên phong, tấn công thành Thanh Đường (nay thuộc Tây Ninh). Quân Hạ thua to, sáu tù trưởng bị bắt, tổn thất ngựa chiến, lạc đà nhiều vô kể. Tháng 8  (âl), Một Tạng Ngoa Bàng giết hai cận thần của Nghị Tông là Lục trạch sứ Cao Hoài Chính (高懷正), Mao Duy Xương (毛惟昌). Hai người này là chồng của hai vú nuôi của Nghị Tông, ỷ vào sủng ái mà làm loạn, cướp đoạt dân chúng nên bị tru.
Phía Tống vì những hành vi gây hấn của Một Tạng Ngoa Bàng mà ngăn sông cấm chợ, đoạn tuyệt giao thương, các sản vật của Hạ không bán được đi đâu, dân chúng oán thán. Trước sức ép đó, tháng 7 (âl) năm 1059, Ngoa Bàng phái sứ giả đến Hà Đông, muốn dùng hai mươi dặm đất ruộng ở Hà Tây đổi lấy việc Tống mở lại chợ chung, nhưng Kinh lược sứ Lương Thích từ chối. Tháng 11 (âl), nước Hạ cạn kiệt nguồn muối, Một Tạng Ngoa Bàng cho quân đánh vào Phu Diên, xâm chiếm mười bảo trại bất chấp sự chống cự của binh sĩ quân Tống. Bấy giờ, Hạ Nghị Tông đã mười tuổi, có ý muốn tự thân chấp chính, lại giận Ngoa Bàng vì giết hai người Cao, Mao, khiến Ngoa Bàng vô cùng lo ngại. Con dâu của Ngoa Bàng là nàng họ Lương dan díu với Nghị Tông, mách với Nghị Tông rằng Ngoa Bàng muốn tạo phản. Nghị Tông liên kết với nịnh thần Mạn Mỵ (漫咩), lừa Ngoa Bàng vào mật thất rồi giết. Cả gia tộc Một Tạng bị tru diệt sạch, bao gồm cả Hoàng hậu, chỉ có gia nô Vương Văn Lượng (王文諒) trốn sang Tống. Nghị Tông chính thức chấp chính, lấy họ Lương làm Hoàng hậu.
Tháng 11 (âl) năm 1063, bốn năm sau khi Một Tạng Ngoa Bàng bị giết, Hạ Nghị Tông mới gửi công văn cho Thiểm Tây Kinh lược sứ nhà Tống, xin được mở lại chợ chung, được Tống Anh Tông đồng ý.